# Crambe strigosa
Crambe strigosa là một loài thực vật có hoa trong họ Cải. Loài này được L'Hér. mô tả khoa học đầu tiên năm 1791.